# Comuna de Dolsk
Dolsk (polaco: Gmina Dolsk) é uma gminy (comuna) na Polónia, na voivodia de Grande Polónia e no condado de Śremski. A sede do condado é a cidade de Dolsk.
De acordo com os censos de 2006, a comuna tem 5 810 habitantes, com uma densidade 46,7 hab/km².

## Área
Estende-se por uma área de 124,76 km², incluindo:
- área agricola: 69%
- área florestal: 19%

## Demografia
Dados de 30 de Junho 2004:
|                      | Total   | Total | Mulheres | Mulheres | Homens  | Homens |
| -------------------- | ------- | ----- | -------- | -------- | ------- | ------ |
|                      | pessoas | %     | pessoas  | %        | pessoas | %      |
| População            | 5762    | 100   | 2847     | 49,4     | 2915    | 50,6   |
| Densidade (pop./km²) | 46,2    | 100   | 22,8     | 22,8     | 23,4    | 23,4   |

De acordo com dados de 2002, o rendimento médio per capita ascendia a 1234,65 zł.

## Comunas vizinhas
- Borek Wielkopolski, Gostyń, Jaraczewo, Krzywiń, Książ Wielkopolski, Piaski, Śrem